# Tranvía de Coquimbo y La Serena
El Tranvía de Coquimbo y La Serena es un proyecto de transporte ideado para La Serena y Coquimbo, ciudades conurbadas de la Provincia de Elqui y de la Región de Coquimbo (Chile). Junto al Tranvía de Antofagasta, es uno de los dos proyectos vigentes de este tipo en el país. 

## Historia

### Antecedentes

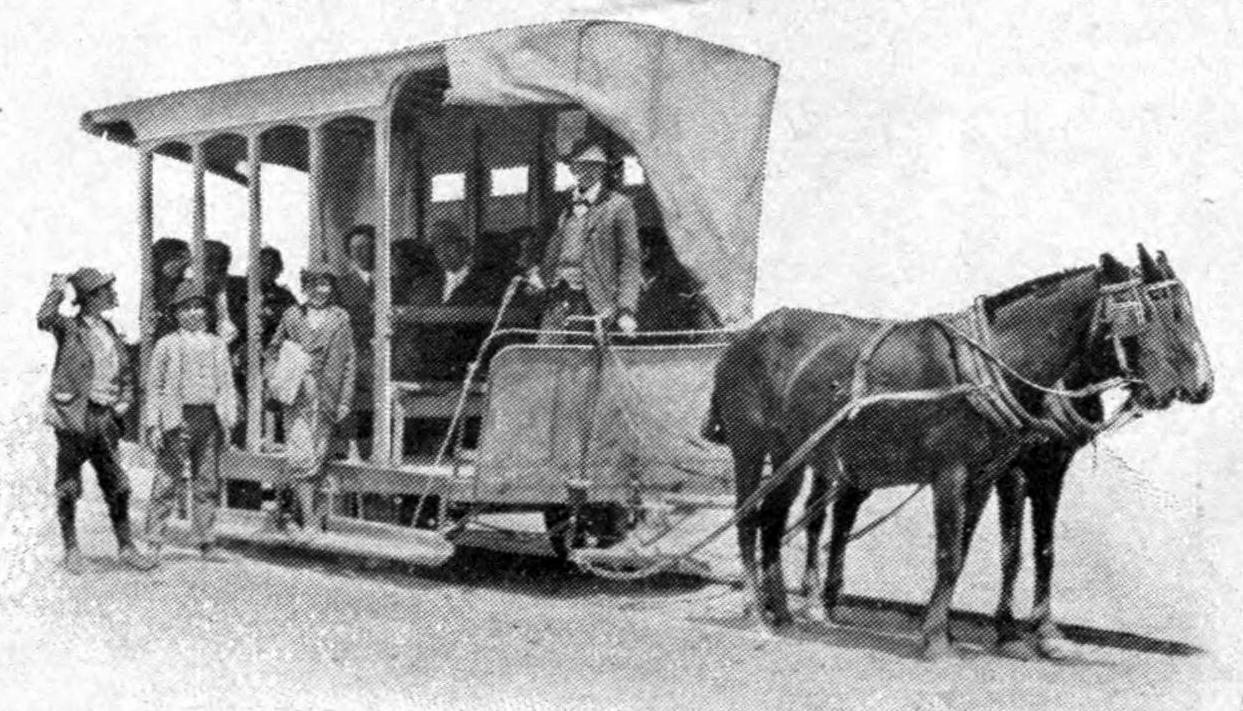
Carro del tranvía de Coquimbo (1912).

El primer ferrocarril que conectaba ambas ciudades fue construido desde enero de 1861, como parte de una red ferroviaria que en los años posteriores llegaría hasta el sector de Las Cardas y la ciudad de Ovalle, sirviendo el tramo entre La Serena y Coquimbo como la vía de mayor transporte de pasajeros. Dicho servicio fue inaugurado el 21 de abril de 1862 y se mantuvo en funcionamiento hasta los años 1950, cuando fueron retiradas las vías férreas del centro de Coquimbo, manteniéndose solamente los servicios interurbanos que formaban parte de la Red Norte de Ferrocarriles del Estado. El servicio entre ambas ciudades fue reemplazado por autobuses de Ferrocarriles del Estado que iniciaron su recorrido en septiembre de 1952 y finalizaron en junio de 1968.
En las ciudades de la actual conurbación existieron entre fines del siglo XIX e inicios del siglo XX dos sistemas de tranvía de tracción por caballos:
- En La Serena, construido en 1887 por la empresa denominada Ferrocarril Urbano de La Serena, con 3,7 km de extensión, la cual posteriormente fue municipalizada y renombrada como Compañía de Carros Urbanos. Según estadísticas de la época, en 1902 trasladaba 182 000 pasajeros, y 40 000 en 1917. El tranvía existió hasta el terremoto de 1922.
- En Coquimbo el sistema fue instalado en 1895 por la Sociedad Llano Guayacán, la cual realizó un trazado de 2 km desde el centro de la ciudad hasta el sector de Guayacán. La empresa posteriormente fue absorbida por Tranvías Urbanos de Coquimbo, que a su vez pasó a llamarse Ferrocarril Urbano de Coquimbo. Hacia 1901 transportaba 60 000 pasajeros, 110 404 en 1903, 103 638 en 1905, alrededor de 30 000 pasajeros en 1921 y 20 000 en 1923.[5] El sistema existió hasta 1929, y hacia dicha fecha contaba con 2 carros y 4 animales.[6][7][8]

El primer antecedente moderno de un proyecto de interconexión ferroviaria entre La Serena y Coquimbo surgió el 30 de mayo de 1995, cuando el abogado y académico Charles Cruz-Adaro publicó en el diario El Día una propuesta para unir ambas ciudades mediante una vía férrea. El siguiente antecedente ocurre en julio de 2008, cuando Andrés Cobo publicó un video en YouTube con una propuesta de tren de cercanías entre ambas ciudades con dos líneas: una longitudinal que conectara La Serena con Coquimbo y un ramal desde el sector de La Cantera hasta La Herradura. Posteriormente, en diciembre de 2010, la idea fue retomada cuando Vicente González —alumno de un colegio coquimbano— presentó al entonces diputado Marcelo Díaz Díaz la idea de construir un metrotrén que utilizara la actual vía férrea que conecta ambas ciudades. El plan contemplaba 6 estaciones, con una variante desde el sector de La Cantera hacia Sindempart, en el sector sur de Coquimbo.
La idea fue tomando fuerza durante 2012, 2013 y 2014, mediante iniciativas y declaraciones de las autoridades locales, como los alcaldes de La Serena y Coquimbo, Roberto Jacob y Cristian Galleguillos respectivamente, la senadora Adriana Muñoz y el diputado Raúl Saldívar, así como entidades privadas como la Cámara Chilena de la Construcción, la cual en mayo de 2014 presentó un informe favorable al desarrollo de dicho proyecto.

### Desarrollo del proyecto
En febrero de 2015 la empresa española SICE presentó una iniciativa valorada en 280 millones de dólares para construir un sistema de tranvías, el cual fue declarado de interés público por el Ministerio de Obras Públicas. Se contemplaba una longitud de 22 kilómetros, estaciones cada 300 metros aproximadamente, y tres alternativas para el trazado, considerando la avenida José Manuel Balmaceda, la Ruta 5 y la avenida El Santo.
En octubre de 2016 se anunció que varias empresas internacionales estarían interesadas en participar de una futura licitación para las obras del tranvía, entre las que se cuenta la japonesa Mitsui. En diciembre del mismo año se determinó que el trazado final sería por la avenida José Manuel Balmaceda, en donde transitará el tren urbano. En enero de 2017 se informó que el trazado del tranvía contaría con 32 paradas, ubicadas cada 500 a 600 metros entre ellas, y que se contempla el transporte de 220 pasajeros en horario no punta con intervalos de 10 a 15 minutos entre transportes, los cuales aumentarían a 300 pasajeros en horario punta con intervalos de 5 a 7 minutos, a una velocidad promedio de 25 km/h.
A fines de enero de 2017 el Ministerio de Obras Públicas inició el proceso de consultas ciudadanas para socializar el proyecto con los habitantes de la conurbación. En agosto de 2017 se anunciaron varias modificaciones al proyecto, entre ellas un acortamiento del trazado, el cual iría desde el Hospital San Pablo de Coquimbo hasta la intersección de las avenidas José Manuel Balmaceda con Francisco de Aguirre en La Serena, sin llegar al sector de Las Compañías, y que contaría con 19 estaciones, de las cuales 6 se proyectan como intermodales. Se proyecta que el tranvía esté en funcionamiento el año 2024.
En octubre de 2018 el Ministerio de Obras Públicas señalaba que se habían realizado diversas observaciones al proyecto del tranvía, respecto a su trazado (que omitía los sectores de Las Compañías y Tierras Blancas, las cuales presentan numerosa población). Ante ello se han planteado (desde mayo del mismo año) alternativas como la construcción de un teleférico que conecte Las Compañías con el centro de La Serena, y posibles modificaciones al trazado propuesto. Tras la presentación de los informes con las mejoras al proyecto que está prevista para 2019, se plantea que la licitación pueda realizarse en 2020.
En enero de 2019 se plantearon algunas mejoras al trazado, como por ejemplo la extensión de la línea a lo largo de la avenida Francisco de Aguirre, alcanzando el Faro Monumental en la intersección con la Avenida del Mar, aprovechando la existencia de diversas universidades e institutos educativos en los alrededores.
En abril de 2019 el Consejo de Concesiones del Ministerio de Obras Públicas anunció, como parte de su plan de inversiones a futuro, que la licitación se realizaría en 2023; dicha situación fue confirmada en octubre de 2021. En abril de 2022 la gobernadora regional de Coquimbo, Krist Naranjo, confirmó tras una reunión con representantes de SICE que la iniciativa continúa en pie y se realizan ajustes al proyecto de acuerdo a lo señalado por el Consejo de Concesiones. No obstante lo anterior, en abril de 2024 la Dirección de Concesiones del MOP comunicó la postergación del llamado a licitación para el año 2025.
En junio de 2025 se presentaron de forma paralela dos proyectos de movilidad entre Coquimbo y La Serena: uno impulsado por el gobernador regional de Coquimbo, Cristóbal Juliá, y que busca reactivar la idea de construir un tranvía; y otro presentado por los alcaldes de Coquimbo y La Serena —Alí Manouchehri y Daniela Norambuena, respectivamente— que busca reactivar la vía férrea utilizada por el Ferrocarril de Romeral en el tramo entre el Hospital San Pablo de Coquimbo y la avenida Francisco de Aguirre.

## Estaciones
Las futuras estaciones del tranvía serían las siguientes (las estaciones en negritas corresponden a intermodales):
| Estación             | Ubicación                                               | Inauguración | Comuna             |
| -------------------- | ------------------------------------------------------- | ------------ | ------------------ |
| Videla               | Videla con Santiago Trigo                               | est. 2024    | Coquimbo           |
| Alessandri           | Videla con Arturo Alessandri                            | est. 2024    | Coquimbo           |
| Estación 3           | Manuel Jesús Rivera con Rubén Jiménez                   | est. 2024    | Coquimbo           |
| Estación 4           | Manuel Jesús Rivera con Jaime Juan-Oliver               | est. 2024    | Coquimbo           |
| Suecia               | Manuel Jesús Rivera con Suecia                          | est. 2024    | Coquimbo           |
| Estación 6           | Cardenal Jorge Medina con Cardenal Raúl Silva Henríquez | est. 2024    | Coquimbo           |
| Estación 7           | Del Atardecer con Gerónimo Méndez                       | est. 2024    | Coquimbo           |
| Estación 8           | Del Atardecer con Amanecer                              | est. 2024    | Coquimbo           |
| Estación 9           | Beltrán Amenábar con Montecarlo                         | est. 2024    | Coquimbo           |
| Regimiento Arica     | Regimiento Arica con Estadio                            | est. 2024    | Coquimbo/La Serena |
| Estación 11          | Balmaceda con Los Lúcumos                               | est. 2024    | La Serena          |
| Estación 12          | Balmaceda con Los Arrayanes                             | est. 2024    | La Serena          |
| Estación 13          | Balmaceda con Cuatro Esquinas                           | est. 2024    | La Serena          |
| Estación 14          | Balmaceda con Los Perales                               | est. 2024    | La Serena          |
| Estación 15          | Balmaceda con Las Higueras                              | est. 2024    | La Serena          |
| Estación 16          | Balmaceda con Juan Soldado                              | est. 2024    | La Serena          |
| Estadio La Portada   | Balmaceda con Ánima de Diego                            | est. 2024    | La Serena          |
| Estación 18          | Balmaceda con Juan de Dios Pení                         | est. 2024    | La Serena          |
| Francisco de Aguirre | Balmaceda con Francisco de Aguirre                      | est. 2024    | La Serena          |